# Sydfinlands len
Sydfinlands len (finsk: Etelä-Suomen lääni, svensk: Södra Finlands län) var et finsk len, som blev dannet ved lensreformen i 1997 ved sammenlægning af de tidligere Häme len, Kymi len og Uudenmaa len. Lensbestyrelsen var placeret i byen Tavastehus.
- Areal: 34.378 km².
- Indbyggere: 2.209.677 (2009)

Lenet omfatter følgende landskaber (svenske navne i parentes):
- Uusimaa (Nyland)
- Itä-Uusimaa (Östre Nyland)
- Kanta-Häme (Egentliga Tavastland)
- Päijät-Häme (Päijänne-Tavastland)
- Kymenlaakso (Kymmenedalen)
- Etelä-Karjala (Södra Karelen)

## Landshøvdinger
- 1997-2004: Tuula Linnainmaa
- Siden 2004: Anneli Taina

## Lenets nedlæggelse
Den 1. januar 2010 blev Sydfinlands len nedlagt, og lenets almene opgaver blev overtaget af Sydfinlands regionsforvaltning omkring Tavastehus. De specialiserede opgaver blev overtaget af de nyoprettede Erhvervs-, trafik- og miljøcentraler.